# Ecgberht I. (Kent)
Ecgberht (auch Ecgberhtus, Ecgberct, Ecgbriht, Ægbriht, Ecgbryht, Ecgbyrht oder Egbert; † 4. Juli 673) war von 664 bis zu seinem Tod König des angelsächsischen Königreiches Kent. Er stammte aus der Dynastie der Oiscingas.

## Leben

### Familie
Ecgberht war ein Sohn des Königs Earconberht I. und dessen Frau Seaxburg, einer Tochter des Königs Anna von East Anglia. Er hatte zwei Schwestern, Eormenhild und Eorcengota  und den Bruder Hlothhere. Eorcengota wurde Nonne in der Abtei Faremoutiers im Frankenreich und Eormenhild wurde mit Wulfhere (658–675), dem König von Mercia, verheiratet. Earconberht zog Æthelred und Æthelberht, die verwaisten Söhne seines Bruders Eormenred, unter seinem Schutz auf.
Ecgberht und seine Frau, deren Name unbekannt ist, hatten zwei Söhne, Eadric (685–686) und Wihtred (690–725), die später beide Könige wurden. Möglicherweise war auch Eormenhild („Hermelinda“), die angelsächsische Frau des Langobardenkönigs
Cunincpert, Ecgberhts Tochter.

### Herrschaft

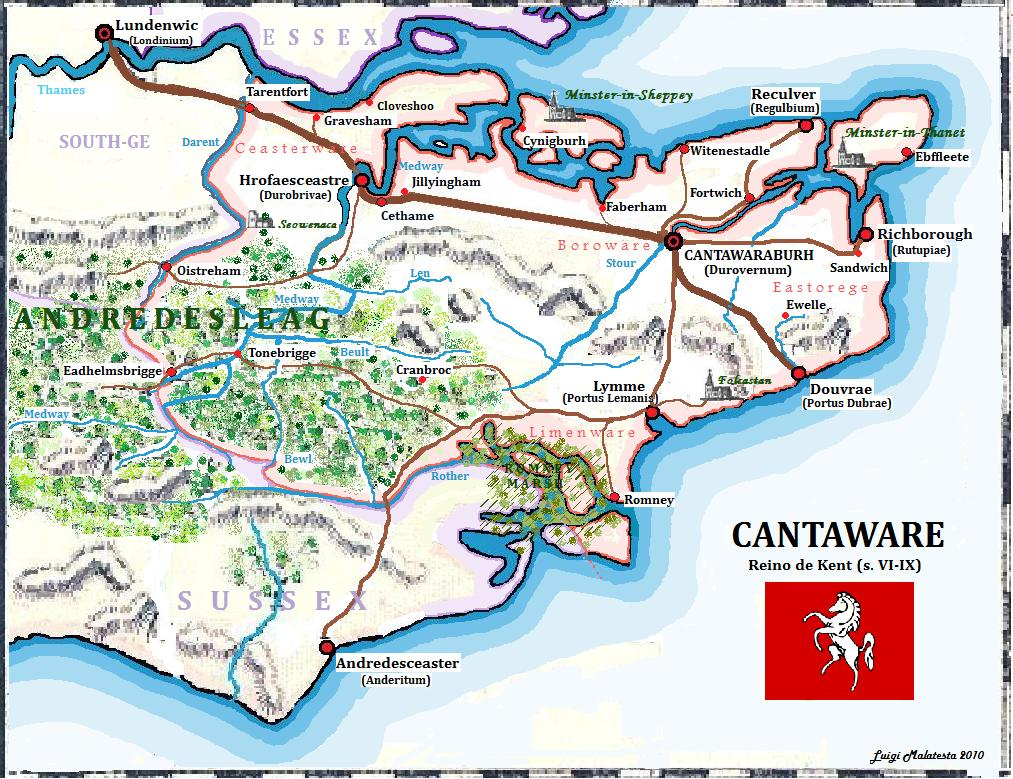
Kent in angelsächsischer Zeit

Earconberht beteiligte seinen Sohn Ecgberht möglicherweise nach dem Tod seines Bruders Eormenred an der Herrschaft. Um seine eigene Stellung zu sichern, ließ Ecgberht seine Vettern Æthelred und Æthelberht als potenzielle Thronrivalen von dem gedungenen Mörder Thunor ermorden; sie wurden später als Heilige verehrt. Eormenreds Linie war damit aus der Thronfolge ausgeschieden und der innerdynastische Machtkampf fand ein Ende. Nach der Mildrith-Legende gab Ecgberht seiner Cousine Eormenburg (auch: Æbbe, Eafe, Domneva), der Schwester der Ermordeten, als Wergeld Ländereien auf der Isle of Thanet, wo diese das Doppelkloster Minster-in-Thanet errichten ließ. Earconberht starb im Jahr 664, ebenso wie Erzbischof Deusdedit von Canterbury, als in ganz Britannien eine Seuche ausbrach, die zahlreiche Opfer forderte. Ecgberht I. folgte seinem Vater als alleiniger König von Kent nach. Seine Mutter Seaxburg zog sich in ein Kloster zurück.
Ecgberht pflegte gute Kontakte zu anderen Höfen und zur Geistlichkeit, etwa zu Wilfrid von York, Benedict Biscop und Theodor von Tarsus. Seine diplomatischen Kontakte reichten ins Frankenreich und wohl bis zu den Langobarden in Norditalien. Er war mit den Königshäusern von Mercia, East Anglia, Northumbria und Magonsæte verwandt und scheint hohes Ansehen genossen zu haben. Zumindest Teile von Surrey gehörten zu Ecgberhts Herrschaftsgebiet. Er stattete um 666 das von Eorcenwald, dem Bischof von London, gegründete Kloster Ceortesei (Chertsey Abbey) mit Ländereien aus. Um 669 verlor Ecgberht die Oberherrschaft über Surrey an König Wulfhere von Mercia.
Ecgberht und König Oswiu von Northumbria wählten um 666 Wigheard als neuen Erzbischof aus und sandten ihn nach Rom. Dieser starb jedoch in Rom, bevor er von Papst Vitalian ordiniert wurde. Während der Vakanz des Erzbistums Canterbury übernahm Wilfrid von York während seines Exils zwischen 667 und 669 auch bischöfliche Aufgaben in Kent und war ein Berater König Egberhts. Erst 669 kam Theodor von Tarsus als neuer Erzbischof in England an. Im Jahr 669 übertrug Ecgberht Land bei Reculver zur Gründung eines Klosters an den Geistlichen Bass. Um 670 führte Ecgberht nach fränkischem Vorbild den sceatta (Silberpenny) als Münze ein. Nach dem Chronisten Beda Venerabilis wurde Hlothhere nach Ecgberhts Tod am 4. Juli 673 dessen Nachfolger als König. Vermutlich kam es jedoch zu einem einjährigen Interregnum durch Wulfhere von Mercia. Nach einer militärischen Niederlage gegen Northumbria im Jahr 674 schwand Wulfheres Einfluss und im Jahr 675, dem Todesjahr Wulfheres, beurkundete Hlothhere im „ersten Jahr seiner Herrschaft“ eine Charta ohne die sonst übliche Zustimmung der Hegemonialmacht Mercia.